# Les Pendus d'Amboise
Les Pendus d'Amboise est le deuxième album de la série Les Guerriers de Dieu écrit par Philippe Richelle, dessiné par Pierre Wachs et mis en couleurs par Dominique Osuch, publié pour la première fois en 2017.

## Résumé
France, 1558. La guerre contre l'Espagne s'éternise. Après un demi-siècle de guerre, la France est exsangue et, 14 ans avant le massacre de la Saint-Barthélémy, déjà déchirée par les rivalités religieuses. Le roi Henri II meurt en juillet 1559 au cours d'un tournoi, laissant le trône à son fils âgé de 16 ans, François II. Le jeune roi tombe sous la coupe du duc de Guise, fervent défenseur du catholicisme et pourfendeurs des « hérétiques ». Après son mariage, Arnaud de Boissac, au service du duc de Guise, se range aux côtés des tenant du papisme, tout en conservant de la sympathie pour les réformistes, ayant lu le livre de Calvin. Par ailleurs, Denis Favre, l'imprimeur, continue à distribuer des bibles de la religion réformée. Il s’installe quelque temps chez le baron de Castelnau dont la fille ne le laisse pas indifférent. Ils vont être mêlés à la conjuration d'Amboise.

## Publication
- Édition originale : 52 pages, Glénat coll Grafica, 2017 (DL 05/2017)  (ISBN 978-2-344-01785-2)[1],[2]